# Сырьевка
Сырьевка — деревня в Называевском районе Омской области. В составе Покровского сельского поселения.

## История
Основана в 1892 г. В 1928 г. состояла из 51 хозяйства, основное население — русские. В составе Батареевского сельсовета Называевского района Омского округа Сибирского края.

## Население
| 1926 | 2002 | 2010 |
| ---- | ---- | ---- |
| 279  | ↘136 | ↘89  |